# Winnie Harlow
Winnie Harlow (tên khai sinh: Chantelle Brown-Young, sinh ngày 27/71994) là nữ người mẫu, phát ngôn viên người Canada. Cô bị mắc bệnh bạch biến, lần đầu được biết đến qua chương trình truyền hình thực tế America's Next Top Model mùa thứ 21.

## Thời thơ ấu
Winnie Harlow có tên khai sinh là Chantelle Brown-Young. Cô sinh năm 1994 ở thành phố Toronto, Ontario. Gia đình Winnie gốc Jamaica, cha mẹ cô là bà Lisa Brown và ông Windsor Young, cô còn có hai người em gái. Winnie được chẩn đoán mắc bệnh bạch biến năm cô 4 tuổi. Khi còn đi học, cô thường xuyên bị bạn bè trêu chọc vì căn bệnh này.

## Danh sách phim

### Truyền hình
| Năm  | Tên                          | Ghi chú                         |
| ---- | ---------------------------- | ------------------------------- |
| 2014 | Access Hollywood             | Tập: "ngày 26 tháng 6 năm 2014" |
| 2014 | America's Next Top Model     | Mùa 21, top 6                   |
| 2015 | Prominent!                   | Tập: "ngày 13 tháng 2 năm 2015" |
| 2015 | Primetime: What Would You Do | Tập: "Friday, June 12th"        |

### Video ca nhạc
| Năm  | Bài hát          | Nghệ sĩ          | Ghi chú |
| ---- | ---------------- | ---------------- | ------- |
| 2014 | "The One"        | JMSN             | [ 4 ]   |
| 2014 | "Guts Over Fear" | Eminem (với Sia) | [ 5 ]   |
| 2016 | "Lemonade"       | Beyoncé          | [ 6 ]   |